# 浙江大学继续教育学院
浙江大学继续教育学院是浙江大学的一个直属单位，包括成人教育学院、远程教育学院、职业技术教育学院三个组成部分，是面向社会的办学机构。学院坚持「高层次、高水平、高效益、国际化」的办学方针，为浙大服务社会的重要窗口。

## 简介
浙大是中国首批开展现代远程教育试点的四所高校之一，自1998年开始招生；也是卫生部确定的全国远程医学教育首批示范试点单位；2009年11月，浙大被确定为首批全国干部教育培训基地；2010年3月，国家发展改革委员会培训中心批准浙大设立“西部地区基层村官培训基地”，并委托浙大继续教育学院面向西部地区基层村干部进行在线和面授培训。
学院依托浙大学科优势和遍布在全国20余个省市的100多个远程教育校外学习中心，形成了以本科、专升本为主的理、工、医、文、管、法、农多学科的网上人才培养基地。
近年来，学院重点发展各级党政领导干部、企业中高层和专业技术人才三大主体的高端培训，培养了许多党政领导干部、企业中高级管理人才和专业技术人才。